# Berghuizen (Heerde)
Berghuizen is een buurtschap in de Nederlandse gemeente Heerde, gelegen in de provincie Gelderland. Het ligt in het noorden van de gemeente aan het Apeldoorns Kanaal, zo'n zeven kilometer ten noorden van Heerde. De buurtschap ligt bij de inmiddels gesloten Berghuizer Papierfabriek.

## Geschiedenis
In de buurtschap, aan de weg die nu de Belt is geheten, heeft de Hof te Berinchuijsen, voorheen de Arnsberg, gelegen. Deze hof is het stamgoed van de familie Bentinck en is vanaf circa 1400 tot 1809 ononderbroken in het bezit van deze familie geweest. Het goed is in de loop der tijd onder verschillende namen bekend: Berchuys(en), Berencamp, Beringhuijs. Het wordt vervolgens in de 18e eeuw nog Berinckhuys genoemd om vervolgens in de 19e eeuw als Berghuis bekend te staan. In de 20e eeuw verandert dat in Berghuizen.
Hoofdplaats: Heerde      Dorpen: Veessen · Vorchten · Wapenveld

Buurtschappen: Bakhuisbos · Berghuizen · Hoorn · Hoornerveen · Horsthoek · Markluiden · Wapenveld-noord · Werven · Wolbert

Gelderland: Steden en dorpen in Gelderland      Nederland: Provincies · Gemeenten